# Říše hvězd
Říše hvězd byl časopis věnovaný astronomii vydávaný Českou astronomickou společností a později Agenturou Říše hvězd. V roce 1920 vznikl přeměnou z věstníku ČAS – název připomínal populárně-vědecký spis prof. Gustava Grusse Z říše hvězd.
Časopis vycházel do roku 1999; následující rok mu již nebyly přiznány dotace Ministerstva kultury a jeho vydávání bylo pozastaveno. Věnoval se popularizaci astronomie a příbuzných oborů, aktualitám i historii astronomie. Jeho volným nástupcem je Astropis.
Jméno Říšehvězd nese planetka č. 4090, objevená roku 1986 Antonínem Mrkosem na hvězdárně Kleť.